# 데이턴 젬스
| 데이턴 젬스             |                               |
| 콘퍼런스                | 터너 콘퍼런스 (2010년~2012년) |
| 디비전                  | -                             |
| 설립연도                | 2009년 2010년(CHL 가입)       |
| 해체연도                | 2012년                        |
| 역사                    | 데이턴 젬스 (2009년~2012년)   |
| 경기장                  | 하라 아레나                   |
| 연고지                  | 오하이오주 데이턴             |
| 상징색                  | 파랑, 빨강, 하양              |
| 정규시즌 우승           | -                             |
| 콘퍼런스 우승           | -                             |
| 디비전 우승             | -                             |
| 레이 미론 프레지던트 컵 | -                             |
| 영구 결번               | -                             |

데이턴 젬스(Dayton Gems)는 미국 오하이오주 데이턴을 연고지로 하는 2010년부터 2012년까지 CHL 소속 아이스 하키팀이 있었다.

## 역대 홈경기장
| 경기장      | 사용기간      | 수용인원 | 장소              | 비고 |
| ----------- | ------------- | -------- | ----------------- | ---- |
| 데이턴 젬스 |               |          |                   |      |
| 하라 아레나 | 2009년~2012년 | 5,500명  | 오하이오주 데이턴 | 빈칸 |